# Gare de Gadagne
Gare de Gadagne vasútállomás Franciaországban, Châteauneuf-de-Gadagne településen.

## Vasútvonalak
Az állomást az alábbi vasútvonalak érintik:
- d’Avignon–Miramas-vasútvonal

## Kapcsolódó állomások
A vasútállomáshoz az alábbi állomások vannak a legközelebb:
- Gare de Saint-Saturnin-d’Avignon
- Gare du Thor